# Фрайштадт (Німеччина)
Фрайштадт (нім. Freystadt) — місто в Німеччині, розташоване в землі Баварія. Підпорядковується адміністративному округу Верхній Пфальц. Входить до складу району Ноймаркт.
Площа — 80,53 км2. Населення становить 9118 ос. (станом на 31 грудня 2020).